# Open Directory License
Open Directory License — это лицензия для использования свободного содержания Open Directory Project. Как и многие лицензии открытого кода, она используется для различных типов программного обеспечения и, реже, для документации. В качестве примеров других аналогов можно привести лицензии проектов ChefMoz, MusicMoz и OpenWine.